# Anfitrope
Anfitrope (in greco antico: Ἀμφιτρόπη?, Amphitrópe) era un demo dell'Attica situato probabilmente nella valle Legrena, tra il monte Megalo Baphi a ovest e il monte Spitharopussi a est. Il centro del demo si trovava nell'attuale Sinterina-Pussipelia.
Anfitrope, che si trovava all'interno del distretto minerario del Laurio, contava otto o nove miniere. Secondo Eschine il padre di Timarco dovette vendere delle proprietà che possedeva nel demo per evitare di pagare la liturgia.